# Joseph Sikora
Joseph Sikora (27 de junio de 1976) es un actor polaco-estadounidense.

## Nacimiento y educación
Sikora nació en Chicago, Illinois, y vivió en el Jefferson Parque y Norwood barrios de Parque. Estudió actuación en Chicago en Columbia Universidad, donde recibió un BA en teatro.

## Carrera
Cuando era niño, Sikora apareció en un comercial de McDonald's junto a Michael Jordan. Hizo su debut en Broadway en 2006 después de que él fue moldeado como uno de los conductores en el Caine Mutiny Tribunal-Marcial. Él es también un miembro destacado del Shattered Globe Theatre Company de Chicago.
Sikora hizo su debut como actor en un episodio de The New Adam-12 después de tocar extras en algunos programas de televisión. Fue echado como Johnny en Rudy. Después de hacer pequeñas apariciones en programas de televisión y películas como Early Edition, Turks, The Watcher y Ghost World, fue lanzado en dos episodios de Third Watch.
En 2003, Sikora estuvo lanzado cuando Roger en el directo-a-vídeo película de obra biográfica Gacy. Después de hacer unos cuantos aspectos en películas de bajo presupuesto,  esté lanzado en el Globo Dorado-nominado Normal, el cual siente era su "rotura-a través de" momento cuándo la estrella de la película, Tom Wilkinson, le dijo que "todo tienes que hacer es pensar la línea y el cámara lo leerán".
También participe en juegos y era parte del Geffen la producción del teatro de Cerdo Gordo y el Perdido Ángeles la producción del teatro de Asesino Joe.  Haga muchos aspectos de televisión entre 2005@–2012, apareciendo en la red importante muestra incluir ER, la anatomía de Grey, Mentes Criminales, Sin un Trace, CSI: Miami, Rotura de Prisión, Perdido, y Dollhouse. Sea más tarde lanzado en la 2007 película de horror Cielos de Noche.
Sea más tarde lanzado en dos episodios de Orden & de Ley: Unidad de Víctimas Especiales en 2010. Aquel año mismo,  esté lanzado como paciente mental en Shutter Isla. En 2011,  esté lanzado en el piloto televisivo para Cuerpo de Prueba, así como siendo firmado en una función llena en Adulta Nada es serie de televisión de horror de comedia El Corazón, Ella Holler, jugando el Sheriff. En temprano 2012,  firme encima para aparecer en Seguro como el hijo de la cabeza de la mafia rusa. Regrese a teatro en septiembre 2012 con La Libertad de la Ciudad.
En octubre 2013,  esté lanzado en Starz!  drama original de la serie de obra original Poder.
En 2012, apareció en Jack Reacher, en el que actuó como un francotirador acusado injustamente de disparar al azar a personas en Pittsburgh y Jack Reacher es llamado para demostrar que es inocente.

## Filmografía

### Películas
| Año  | Título                      | Función                          | Notas               |
| ---- | --------------------------- | -------------------------------- | ------------------- |
| 1993 | Rudy                        | Young Johnny                     |                     |
| 1997 | "La boda de mi Amigo Mejor" | Canto de chico en pista de tenis |                     |
| 2000 | Juego asesino               | Patinador                        |                     |
| 2001 | Mundo de fantasma           | Reggae Seguidor                  |                     |
| 2003 | Gacy                        | Roger                            | Directo-a-vídeo     |
| 2003 | Normal                      | Wayne Applewood                  | Película televisiva |
| 2007 | Cielos de noche             | Joe                              |                     |
| 2010 | Shutter Isla                | Glen Miga                        |                     |
| 2012 | Seguro                      | Vassily Docheski                 |                     |
| 2012 | Jack Reacher                | James Barr                       |                     |
| 2019 | The Intruder                | Mike                             |                     |

### Televisión
| Año            | Título                                        | Rol              | Notas          |
| -------------- | --------------------------------------------- | ---------------- | -------------- |
| 1990           | El Adam Nuevo-12                              | 1 episodio       |                |
| 1998           | Edición temprana                              | Rick Williams    | 1 episodio     |
| 2004           | Señor monje y el chico de papel               | Cajero           | 1 episodio     |
| 2004           | Tercer Reloj                                  | J.D. Hart        | 2 episodios    |
| 2004           | CSI: NY                                       | Joe Riggs        | 1 episodio     |
| 2005           | ER                                            | Riley            | 1 episodio     |
| 2005           | La anatomía de Grey                           | Shane Herman     | 1 episodio     |
| 2005           | Mentes criminales                             | Jimmy Panadero   | 1 episodio     |
| 2005           | Sin un Rastro                                 | Malcolm Neilus   | 1 episodio     |
| 2006           | CSI: Miami                                    | Howard Benchley  | 1 episodio     |
| 2006           | Prison Break                                  | El novio de Sara | 1 episodio     |
| 2008           | Perdido                                       | Co-Piloto        | 1 episodio     |
| 2009           | Dollhouse                                     | Jimmy Panadero   | 1 episodio     |
| 2010           | Rubicon                                       | Daniel Burns     | Voz2 episodios |
| 2010           | Orden & de ley: Unidad de Víctimas Especiales | Jason Gambel     | 2 episodios    |
| 2010@–2011     | Boardwalk Imperio                             | Hans Schroeder   | 2 episodios    |
| 2011           | Cuerpo de Prueba                              | Tom Hanson       | 1 episodio     |
| 2011           | Cuello blanco                                 | Jonas Ganz       | 1 episodio     |
| 2011           | Sangres azules                                | Mark Phelan      | 1 episodio     |
| 2011@–2013     | El Corazón, Ella Holler                       | Sheriff          | 18 episodios   |
| 2013           | La Mujer Buena (serie de televisión)          | Agente Norwich   | 1 episodio     |
| 2014           | Detective cierto                              | Jengibre         | 2 episodios    |
| 2014           | Banshee                                       | Agudo            | 3 episodios    |
| 2014           | Inolvidable                                   | Bob              | 1 episodio     |
| 2014@–presente | Power                                         | Tommy Egan       |                |
| 2015           | El Jugador                                    | Dominic McCall   | 1 episodio     |
| 2016           | Subterráneo                                   | Rana Jack        | 2 episodios    |
| 2016           | Chicago P.D.                                  | Kevin            | 1 episodio     |